# Norfolk County Courthouse
La Norfolk County Courthouse est un palais de justice américain situé à Dedham, dans le comté de Norfolk, dans le Massachusetts. Elle est inscrite au Registre national des lieux historiques et est classée National Historic Landmark depuis le 28 novembre 1972.